# جورجو لاله
جورجو لاله (به انگلیسی: Giorgio Lalle) (زادهٔ ۴ مارس ۱۹۵۷) شناگر اهل ایتالیا است.